# Pteridoteloides argentellus
Pteridoteloides argentellus är en skalbaggsart som först beskrevs av Fauvel 1906.  Pteridoteloides argentellus ingår i släktet Pteridoteloides och familjen långhorningar. Inga underarter finns listade i Catalogue of Life.